# Glen Spey
Glen Spey est une distillerie de whisky située près de Rothes, dans le Speyside, en Écosse.

## Histoire
Glen Spey a été fondée en 1878 par James Stuart & Co sous le nom de Mill of Rothes. W. & A. Gilbey ont acheté Glen Spey en 1887 pour la somme de 11 000 livres. Ils étaient alors les premiers entrepreneurs anglais à posséder une distillerie de whisky écossaise.
Comme la plupart des distilleries écossaises, Glen Spey ferma pendant les deux guerres mondiales à cause de la pénurie d'orge.
En 1920 un incendie ravagea la distillerie. En 1962 W. & A. Gilbey a fusionné avec United Wine Traders pour former la société IDV (International Distillers & Vitners). Glen Spey fut rénovée en 1970 et le nombre d'alambics fut porté de deux à quatre. En 1972, IDV a été repris par la société Watney Mann, qui a elle-même été reprise par Grand Metropolitan. Enfin, en 1997, l'union entre Guinness et Grand Metropolitan a donné naissance à Diageo, l'actuel propriétaire de la distillerie.

## Production
L'eau utilisée par Glen Spey est issue du Doonie Spring. La distillerie ne produit pas elle-même son malt. Elle dispose d'une cuve de brassage (mash tun) d'une capacité de 2 tonnes en acier inoxydable et de huit cuves de fermentation (wash backs) d'une capacité de 25 000 litres chacune. La distillation s'effectue dans deux wash stills (d'une capacité de 12 000 litres chacun) et deux spirit stills (d'une capacité de 7 500 litres chacun).

## Embouteillage
Glen Spey commercialise un single malt de 12 ans d'âge, série "Flora & Fauna".